# Gading (Barumun Tengah)
Gading is een bestuurslaag in het regentschap Padang Lawas van de provincie Noord-Sumatra, Indonesië. Gading telt 569 inwoners (volkstelling 2010).